# Sielsowiet Piaski (obwód grodzieński)
Sielsowiet Piaski (biał. Пескаўскі сельсавет, ros. Песковский сельсовет) – sielsowiet na Białorusi, w obwodzie grodzieńskim, w rejonie mostowskim, z siedzibą w Piaskach.

## Demografia
Według spisu z 2009 sielsowiety Pacewicze, Piaski i Zarudawie zamieszkiwało 3999 osób, w tym 2214 Białorusinów (55,36%), 1567 Polaków (39,18%), 166 Rosjan (4,15%), 33 Ukraińców (0,83%) i 19 osób innych narodowości. W sielsowiecie Piaski dominowali Polacy (55,98%; Białorusini stanowili 38,89% mieszkańców), a w pozostałych Białorusini (w sielsowiecie Pacewicze 48,48% Białorusinów i 45,95% Polaków; w sielsowiecie Zarudawie 84,86% Białorusinów i 9,53% Polaków).

## Historia
28 sierpnia 2013 do sielsowietu Piaski przyłączono w całości likwidowany sielsowiet Pacewicze oraz sześć z dziesięciu miejscowości likwidowanego sielsowietu Zarudawie.

## Miejscowości
- agromiasteczka:
  - Pacewicze
  - Piaski
  - Rohoźnica Wielka
  - Strubnica
  - Zarudawie
- wsie:
  - Białawicze
  - Borki
  - Dominiszki
  - Dylewszczyzna
  - Honczary
  - Kopacze
  - Leonowicze
  - Lichinicze
  - Ławry
  - Łohnowicze
  - Miżewo
  - Ogrodniki
  - Parfenowicze
  - Plebanowce
  - Rohoźnica Mała
  - Samojłowicze Dolne
  - Samojłowicze Górne
  - Starzyna
  - Wojdziewicze
  - Wygoda
  - Zabłocie
- chutory:
  - Honorata
  - Kruszyna